# Nurłat
Nurłat – miasto w Rosji, w Tatarstanie, 268 km na południowy wschód od Kazania. W 2009 liczyło 32 409 mieszkańców.